# Conexão GloboNews
Conexão GloboNews é um programa de televisão produzido pela GloboNews. Estreou em 26 de julho de 2021. O telejornal é exibido de segunda a sexta-feira das 09h30 às 13h. Primeiro telejornal da emissora a ser produzido e exibido simultaneamente por três praças diferentes (São Paulo, Rio de Janeiro e Brasília), desde 31 de julho de 2023 é apresentado, respectivamente nessa ordem, por Leilane Neubarth e Camila Bomfim.

## Produção
A estreia do telejornal foi anunciada em 12 de maio de 2021, contando com a apresentação de Camila Bomfim (Brasília), Leilane Neubarth (Rio de Janeiro) e José Roberto Burnier (São Paulo). Os dois últimos, egressos respectivamente do Jornal GloboNews - Edição das 18h e GloboNews em Ponto, dos quais estavam afastados por ocasião da Pandemia de COVID-19.
A previsão era de que o telejornal estreasse em junho de 2021, mas mais problemas decorrentes da pandemia forçaram a emissora a alterar a data para 26 de julho de 2021.
Em 26 de abril de 2022, após José Roberto Burnier deixar o telejornal e assumir o posto de Carlos Tramontina como âncora do SP2, a GloboNews anunciou que a substituta seria Christiane Pelajo, que havia deixado o extinto Jornal GloboNews - Edição das 16h.
Em 1 de novembro de 2022, Christiane Pelajo realizou sua última participação no programa, pedindo demissão do Grupo Globo três dias depois. No dia 4 de novembro, Bete Pacheco assumiu o cargo e se tornou a âncora interina do jornalístico.
No dia 22 de junho de 2023, a emissora anunciou novidades na programação, com a contratação da jornalista Daniela Lima, vinda da CNN Brasil, para substituir Bete Pacheco na ancoragem do telejornal direto da capital paulista. Estreando no jornal em 31 de julho de 2023. Lima ficou no programa até agosto de 2025, quando foi demitida da emissora.

## Jornalistas

### Apresentadoras titulares
- Leilane Neubarth (Rio de Janeiro: desde 2021)
- Camila Bomfim (Brasília: desde 2021)[1]

### Ex-apresentadores titulares
- José Roberto Burnier (São Paulo: 2021-2022)
- Christiane Pelajo (São Paulo: 2022)
- Daniela Lima (São Paulo: 2023-2025)[11][12]

### Apresentadores eventuais
- Erick Bang (Rio de Janeiro: desde 2022)

### Comentaristas
- Miriam Leitão (política e economia; desde 2021)